# Novara-expeditie

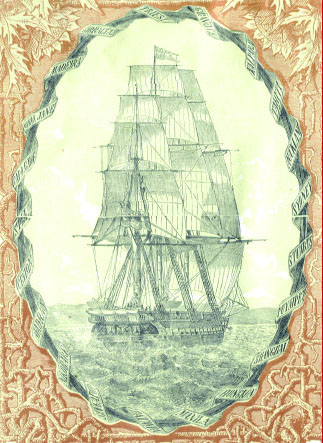
Afbeelding van het fragat Novara uit het expeditieverslag.

De Novara-expeditie was een wetenschappelijke ontdekkingsreis van het fregat SMS Novara rond de wereld tussen 1857 en 1859, georganiseerd door de Oostenrijkse marine. De expeditie stond onder leiding van commodore Bernhard von Wüllerstorf-Urbair en was voorbereid door de Kaiserlichen Akademie der Wissenschaften, de Oostenrijkse academie van wetenschappen. Aan boord van het schip bevonden zich 352 man, waaronder zeven geleerden, onder andere de geoloog Ferdinand von Hochstetter en de zoöloog Georg von Frauenfeld.
De reis duurde in totaal twee jaar en drie maanden. Op 30 april 1857 verliet de Novara de Oostenrijkse havenstad Triëst en zeilde langs Gibraltar, Madeira en Rio de Janeiro naar Kaap de Goede Hoop. In de Indische Oceaan bezocht de expeditie van 19 november tot 6 december 1857 de eilanden Saint-Paul en Amsterdam, om daarna langs Ceylon (Sri Lanka) en Madras (Chennai) naar Singapore te varen. De volgende reisdoelen waren Java, Manilla op de Filipijnen, Hongkong, Formosa (Taiwan), Shanghai en de Salomonseilanden. Op 5 november kwam de Novara aan in Sydney (Australië), om daarna verder te varen naar Auckland (Nieuw-Zeeland) en Tahiti. Over Valparaíso stak de expeditie daarna de oceaan over om rond Kaap Hoorn terug naar Europa te varen. Op 30 augustus arriveerde men weer in de haven van Triëst.
Von Hochstetter bracht voor het eerst de geologie van onder andere Nieuw-Zeeland, de eilanden Saint-Paul en Amsterdam en de Nicobaren in kaart. Het onderzoek van de Grote Oceaan was een grote stap vooruit voor de oceanografie en hydrografie. De meegebrachte verzamelingen volkenkundige objecten, planten en opgezette dieren (26.000 stuks) zouden de Oostenrijkse musea (vooral het Naturhistorisches Museum in Wenen) gaan verrijken. Ook werden rond de wereld aardmagnetische metingen gedaan waardoor de kennis over het aardmagnetisch veld grote stappen vooruit werd gebracht. Het was ook de eerste keer dat de cocaplant werd onderzocht, voor het eerst werden delen van de plant terug naar Europa gebracht zodat men cocaïne in pure staat kon analyseren. 
Het 21-delige rapport van de Kaiserlichen Akademie was getiteld Reise der österreichischen Fregatte Novara um die Erde (1861–1876). Expeditielid Karl von Scherzer liet van het boek een driedelige luxe uitgave drukken waarin houtsneden waren toegevoegd.